# B-59 (submarino)
B-59 (em russo:  Б-59) foi um projeto 641 ou submarino diesel-elétrico, classe Foxtrot, da Marinha Soviética. Ele desempenhou um papel fundamental na Crise dos Mísseis de Cuba, quando os oficiais superiores – acreditando que eles estavam sob ataque – consideraram o lançamento de uma torpedo nuclear T-5.

## Início
Em 1 de outubro de 1962, o B-59, como o carro-chefe de uma Flotilha com seus navios irmãos B-36, B-4 e B-130, navegou a partir de sua base na Península de Kola para o Mar do Caribe, em apoio da entrega de armas da União Soviética para Cuba (uma operação conhecida para os Soviéticos como Anadyr).
No entanto, no dia 27 de outubro, unidades da Marinha dos Estados Unidos – o porta-aviões USS Randolph e 11 destroyers – detectaram o B-59 perto de Cuba. Eles começaram a lançar cargas de profundidade, do tipo utilizado para treinamento naval e contendo muito pouca carga. O objetivo foi o de tentar forçar o submarino a ir à  superfície para uma identificação positiva. Mensagens da Marinha dos EUA, comunicando que a prática de lançamento de cargas de profundidade estava sendo usada, nunca chegaram a B-59 ou, ao que parece, ao Quartel General da Marinha Soviética.

## Lançamento nuclear
O B-59 não havia mantido contato com Moscou por um longo número de dias e, embora a tripulação do submarino  tinha captado anteriormente transmissões civis  de rádio dos EUA, uma vez que começaram a tentar se esconder de seus perseguidores, ele foi muito profundo para monitorar tráfego de rádio, de modo que aqueles que estavam a bordo não poderiam ter certeza se a guerra havia ou não iniciado. O capitão do submarino, Valentin Grigorievitch Savitsky, acreditando que a guerra já tinha começado, queria lançar o torpedo nuclear.
Os três principais agentes de bordo – Capitão Valentin Savitsky, o oficial político Ivan Semonovich Maslennikov, e o comandante da flotilha Vasili Arkhipov que era igual em posição de Savitsky e também segundo-em-comando do B-59 – só foram autorizados a lançar o torpedo se todos eles, por unanimidade, concordassem em fazê-lo. O B-59 foi o único submarino da flotilha no qual os três oficiais tinha que autorizar o disparo da "Arma Especial". Os outros três submarinos necessitavam apenas que o capitão e o oficial político aprovassem o lançamento, mas, devido à posição de Arkhipov  como comandante da flotilha, o capitão e o oficial político do B-59 necessitavam obter a sua aprovação. Arkhipov único contrário ao lançamento, conseguiu convencer Savitsky a levar o submarino para superfície e aguardar ordens de Moscou.
Como as baterias do submarino tinham pouca carga e o ar-condicionado havia falhado o B-59 tinha que ir à superfície a fim de usar o seu motor a diesel. Ele então surgiu em meio aos navios de guerra dos EUA que o perseguiam e, em seguida, definiu curso para a URSS.

## Leitura complementar
- Peter A. Huchthausen. October Fury. [S.l.: s.n.] ISBN 978-0-471-43357-6
- "Crise dos Mísseis de cuba: O Homem Que Salvou o Mundo", Segredos dos Mortos, PBS documentário de TV, outubro 24, 2012
- William de Rebarbas e Thomas S. Blanton, editores (31 de outubro de 2002) "Os Submarinos de outubro. EUA e Naval Soviética Encontros Durante a Crise dos Mísseis de cuba", o National Security Archive Eletrônicos Livro de consulta N.º 75
- Savranskaya, Svetlana V. "Novas Fontes sobre o Papel dos Submarinos Soviéticos na Crise dos Mísseis de cuba". Revista de Estudos Estratégicos de 28,2 (2005): 233-259. doi:10.1080/01402390500088312
- Ketov, Ryurik R. "A Crise dos Mísseis de cuba, como visto através de um periscópio." Revista de Estudos Estratégicos de 28,2 (2005): 217-231. doi:10.1080/01402390500088304